# آلووا
آلووا (به انگلیسی: Aluva) یک منطقهٔ مسکونی در هند است که در Aluva taluk واقع شده‌است. آلووا ۷٫۱۸ کیلومتر مربع مساحت و ۲۴٬۱۱۰ نفر جمعیت دارد و ۸ متر بالاتر از سطح دریا واقع شده‌است.